# Federico Luigi del Palatinato-Zweibrücken
Federico Luigi del Palatinato-Zweibrücken (Heidelberg, 27 ottobre 1619 – Obermoschel, 11 aprile 1681) fu duca di Landsberg dal 1645 al 1681 e conte palatino di Zweibrücken dal 1661 al 1681.

## Biografia
Nacque a Heidelberg nel 1619 e fu l'unico figlio sopravvissuto del conte palatino Federico Casimiro di Zweibrücken-Landsberg e di Emilia Secunda di Nassau. Alla morte del padre, nel 1645, ereditò i suoi territori, devastati dalla Guerra dei trent'anni. Si prodigò per la ricostruzione e promosse il commercio per risanare la situazione finanziaria del ducato. Nel 1661 ereditò il ducato di Zweibrücken, un altro territorio devastato dalla guerra, a seguito della morte di suo cugino il conte palatino Federico di Zweibrücken.
Morì nel castello di Landsberg, in Alsazia, nel 1681. Dal momento che nessuno dei suoi figli legittimi, nati dal suo primo matrimonio, gli sopravvisse e dal momento che gli altri erano nati dal suo secondo matrimonio, morganatico, gli succedette in entrambi i ducati il re Carlo XI di Svezia.

## Matrimonio
Il 14 novembre 1645 a Düsseldorf, sposò in prime nozze Giuliana Maddalena del Palatinato-Zweibrücken (23 aprile 1621 - 25 marzo 1672), figlia del duca Giovanni II, dalla quale ebbe i seguenti eredi:
- Carlo Federico (12 settembre 1646 - 22 ottobre 1646)
- Guglielmo Luigi (23 febbraio 1648 - 31 agosto 1675)
- una figlia di cui non ci è giunto il nome (28 dicembre 1648 - 1º gennaio 1649)
- un figlio di cui non ci è giunto il nome (9 gennaio 1650 - 12 gennaio 1650)
- Gustavo Giovanni (11 gennaio 1651 - 25 febbraio 1652)
- una figlia di cui non ci è giunto il nome (15 aprile 1652)
- Carlotta Amalia (24 maggio 1653 - 8 agosto 1707)
- Luisa Maddalena (17 giugno 1654 - 11 febbraio 1672)
- Maria Sofia (13 agosto 1655 - 8 ottobre 1659)
- Elisabetta Cristina (27 ottobre 1656 - 29 agosto 1707)
- Carlo Casimiro (6 agosto 1658 - 14 settembre 1673)
- Giuliana Eleonora (27 giugno 1661 - 12 febbraio 1662)
- Giovanni (11 febbraio 1662 - 25 gennaio 1665)

Alla morte della prima moglie, si risposò morganaticamente il 21 agosto 1672 con Maria Elizabeth Hepp (c. 1635 - 8 marzo 1722), da cui ebbe i seguenti eredi:
- Guglielmo Federico, conte di Fürstenwärther (12 ottobre 1673 - 1732)
- Carlo Emilio, conte di Fürstenwärther (28 novembre 1674 - 1758)
- Luigi Filippo, conte di Fürstenwärther (10 maggio 1676 - 1724)
- un figlio di cui non ci è giunto il nome (10 maggio 1677)
- Maria Elisabetta (2 gennaio 1679 - 1680/1)

## Ascendenza
|                                                           |                                      |                                     | Genitori                             |  |  | Nonni |  |  | Bisnonni                               |  |  | Trisnonni                               |  |
|                                                           |                                      |                                     |                                      |  |  |       |  |  | 8. Volfango del Palatinato-Zweibrücken |  |  | 16. Luigi II del Palatinato-Zweibrücken |  |
|                                                           |                                      |                                     |                                      |  |  |       |  |  | 8. Volfango del Palatinato-Zweibrücken |  |  | 16. Luigi II del Palatinato-Zweibrücken |  |
|                                                           |                                      | 17. Elisabetta d'Assia              |                                      |  |  |       |  |  | 8. Volfango del Palatinato-Zweibrücken |  |  |                                         |  |
| 4. Giovanni I del Palatinato-Zweibrücken                  |                                      |                                     |                                      |  |  |       |  |  | 8. Volfango del Palatinato-Zweibrücken |  |  |                                         |  |
|                                                           |                                      | 9. Anna d'Assia                     | 18. Filippo I d'Assia                |  |  |       |  |  |                                        |  |  |                                         |  |
|                                                           |                                      | 9. Anna d'Assia                     | 18. Filippo I d'Assia                |  |  |       |  |  |                                        |  |  |                                         |  |
|                                                           |                                      | 9. Anna d'Assia                     | 19. Cristina di Sassonia             |  |  |       |  |  |                                        |  |  |                                         |  |
| 2. Federico Casimiro del Palatinato-Zweibrücken-Landsberg |                                      | 9. Anna d'Assia                     |                                      |  |  |       |  |  |                                        |  |  |                                         |  |
|                                                           |                                      | 10. Guglielmo di Jülich-Kleve-Berg  | 20. Giovanni III di Kleve            |  |  |       |  |  |                                        |  |  |                                         |  |
|                                                           |                                      | 10. Guglielmo di Jülich-Kleve-Berg  | 20. Giovanni III di Kleve            |  |  |       |  |  |                                        |  |  |                                         |  |
|                                                           |                                      | 10. Guglielmo di Jülich-Kleve-Berg  | 21. Maria di Jülich-Berg             |  |  |       |  |  |                                        |  |  |                                         |  |
| 5. Maddalena di Jülich-Kleve-Berg                         |                                      | 10. Guglielmo di Jülich-Kleve-Berg  |                                      |  |  |       |  |  |                                        |  |  |                                         |  |
|                                                           |                                      | 11. Maria d'Austria                 | 22. Ferdinando I d'Asburgo           |  |  |       |  |  |                                        |  |  |                                         |  |
|                                                           |                                      | 11. Maria d'Austria                 | 22. Ferdinando I d'Asburgo           |  |  |       |  |  |                                        |  |  |                                         |  |
|                                                           |                                      | 11. Maria d'Austria                 | 23. Anna Jagellone                   |  |  |       |  |  |                                        |  |  |                                         |  |
| 1. Federico Luigi del Palatinato-Zweibrücken              |                                      | 11. Maria d'Austria                 |                                      |  |  |       |  |  |                                        |  |  |                                         |  |
|                                                           | 12. Guglielmo I di Nassau-Dillenburg | 24. Giovanni V di Nassau-Dillenburg |                                      |  |  |       |  |  |                                        |  |  |                                         |  |
|                                                           | 12. Guglielmo I di Nassau-Dillenburg | 24. Giovanni V di Nassau-Dillenburg |                                      |  |  |       |  |  |                                        |  |  |                                         |  |
|                                                           | 12. Guglielmo I di Nassau-Dillenburg | 25. Elisabetta d'Assia-Marburg      |                                      |  |  |       |  |  |                                        |  |  |                                         |  |
| 6. Guglielmo I d'Orange                                   | 12. Guglielmo I di Nassau-Dillenburg |                                     |                                      |  |  |       |  |  |                                        |  |  |                                         |  |
|                                                           |                                      | 13. Giuliana di Stolberg            | 26. Bodo VIII di Solberg-Wernigerode |  |  |       |  |  |                                        |  |  |                                         |  |
|                                                           |                                      | 13. Giuliana di Stolberg            | 26. Bodo VIII di Solberg-Wernigerode |  |  |       |  |  |                                        |  |  |                                         |  |
|                                                           |                                      | 13. Giuliana di Stolberg            | 27. Anna di Eppstein-Königstein      |  |  |       |  |  |                                        |  |  |                                         |  |
| 3. Emilia Anversiana di Nassau                            |                                      | 13. Giuliana di Stolberg            |                                      |  |  |       |  |  |                                        |  |  |                                         |  |
|                                                           |                                      | 14. Luigi III di Montpensier        | 28. Luigi di Borbone-Vendôme         |  |  |       |  |  |                                        |  |  |                                         |  |
|                                                           |                                      | 14. Luigi III di Montpensier        | 28. Luigi di Borbone-Vendôme         |  |  |       |  |  |                                        |  |  |                                         |  |
|                                                           |                                      | 14. Luigi III di Montpensier        | 29. Luisa di Borbone-Montpensier     |  |  |       |  |  |                                        |  |  |                                         |  |
| 7. Carlotta di Borbone-Montpensier                        |                                      | 14. Luigi III di Montpensier        |                                      |  |  |       |  |  |                                        |  |  |                                         |  |
|                                                           |                                      | 15. Giacomina di Longwy             | 30. Giovanni IV di Longwy            |  |  |       |  |  |                                        |  |  |                                         |  |
|                                                           |                                      | 15. Giacomina di Longwy             | 30. Giovanni IV di Longwy            |  |  |       |  |  |                                        |  |  |                                         |  |
|                                                           |                                      | 15. Giacomina di Longwy             | 31. Giovanna d'Angoulême             |  |  |       |  |  |                                        |  |  |                                         |  |
|                                                           |                                      | 15. Giacomina di Longwy             |                                      |  |  |       |  |  |                                        |  |  |                                         |  |